# Ашкрофтин
Ашкрофти́н — (англ. Ashcroftine), редкий минерал, водный алюмосиликат иттрия, калия и натрия с дополнительными анионами (OH)− и (CO3)2−. Назван в честь известного британского коллекционера минералов Фредерика Ноэля Эшкрофта (Frederick Noel Ashcroft, 1878—1949).

## Общее описание
Сингония тетрагональная. Плотность 2,61 г/см3. Цвет розовый. Прозрачный. Габитус кристаллов игольчатый, встречается в виде срастаний мелких игольчатых кристаллов, радиально-волокнистых и спутанно-волокнистых агрегатов. Спайность совершенная по {100} и хорошая по {001}.
Встречается в гнёздах пегматитовых жил в нефелиновых сиенитах в районе Нарсарсуака (Гренландия). Найден также в карьере Poudrette (Мон-Сен-Илер, провинция Квебек, Канада) и в Лацио, Италия.